# Кресс Володимир Вікторович
Володимир Вікторович Кресс (нар. 3 травня 1978) — український футболіст, виступав на позиції нападника та півзахисника.

## Життєпис
У вищій лізі України дебютував 3 червня 1992 року в складі «Евіса» проти донецького «Шахтаря» (1:6). Надалі виступав у командах першої та другої ліг «Дружба» (Бердянськ), «Олімпія ФК АЕС», СК «Одеса», «Динамо» (Одеса). Завершував кар'єру в овідіопольському «Дністрі», з яким пройшов шлях від чемпіонату області до чемпіонату України серед команд другої ліги. Ставав переможцем аматорського чемпіонату України (1999). Увійшов в історію команди як найкращий бомбардир «Дністра» в аматорських чемпіонатах — 23 м'ячі.